# 2. etape af Vuelta a España 2018
2. etape af Vuelta a España 2018 gik fra Marbella til Caminito del Rey 26. august 2018. 
Alejandro Valverde vandt etapen og Michał Kwiatkowski overtog den røde førertrøje.

## Etaperesultater
| \| Etaperesultat \| Etaperesultat \| Etaperesultat \| Etaperesultat \| Etaperesultat \| \| Rytter \| Rytter \| Hold \| Tid \| \| \| ------------- \| ------------------ \| ------------------------- \| ------------- \| ------------- \| \| 1. \| Alejandro Valverde \| Movistar Team \| 4t 13' 01" \| \| \| 2. \| Michał Kwiatkowski \| Team Sky \| + 0" \| \| \| 3. \| Laurens De Plus \| Quick-Step Floors \| + 3" \| \| \| 4. \| Wilco Kelderman \| Team Sunweb \| + 3" \| \| \| 5. \| George Bennett \| LottoNL-Jumbo \| + 3" \| \| \| 6. \| Tony Gallopin \| AG2R La Mondiale \| + 3" \| \| \| 7. \| Emanuel Buchmann \| Bora-Hansgrohe \| + 3" \| \| \| 8. \| Rigoberto Urán \| EF Education First-Drapac \| + 3" \| \| \| 9. \| Nairo Quintana \| Movistar Team \| + 3" \| \| \| 10. \| Thibaut Pinot \| Groupama-FDJ \| + 3" \| \| |                    |                           |            |
| |                    |                           |            |
| Kilde: ProCyclingStats |                    |                           |            |
| Etaperesultat |                    |                           |            |
| Rytter | Rytter             | Hold                      | Tid        |
| 1. | Alejandro Valverde | Movistar Team             | 4t 13' 01" |
| 2. | Michał Kwiatkowski | Team Sky                  | + 0"       |
| 3. | Laurens De Plus    | Quick-Step Floors         | + 3"       |
| 4. | Wilco Kelderman    | Team Sunweb               | + 3"       |
| 5. | George Bennett     | LottoNL-Jumbo             | + 3"       |
| 6. | Tony Gallopin      | AG2R La Mondiale          | + 3"       |
| 7. | Emanuel Buchmann   | Bora-Hansgrohe            | + 3"       |
| 8. | Rigoberto Urán     | EF Education First-Drapac | + 3"       |
| 9. | Nairo Quintana     | Movistar Team             | + 3"       |
| 10. | Thibaut Pinot      | Groupama-FDJ              | + 3"       |

## Samlet efter etapen

### Samlede stilling
| \| Samlede stilling \| Samlede stilling \| Samlede stilling \| Samlede stilling \| Samlede stilling \| \| Rytter \| Rytter \| Hold \| Tid \| \| \| ---------------- \| ------------------ \| ----------------- \| ---------------- \| ---------------- \| \| 1. \| Michał Kwiatkowski \| Team Sky \| 4t 22' 40" \| \| \| 2. \| Alejandro Valverde \| Movistar Team \| + 14" \| \| \| 3. \| Wilco Kelderman \| Team Sunweb \| + 25" \| \| \| 4. \| Laurens De Plus \| Quick-Step Floors \| + 28" \| \| \| 5. \| Jon Izagirre \| Bahrain-Merida \| + 30" \| \| \| 6. \| Fabio Felline \| Trek-Segafredo \| + 30" \| \| \| 7. \| Emanuel Buchmann \| Bora-Hansgrohe \| + 32" \| \| \| 8. \| Tony Gallopin \| AG2R La Mondiale \| + 33" \| \| \| 9. \| Nairo Quintana \| Movistar Team \| + 33" \| \| \| 10. \| Bauke Mollema \| Trek-Segafredo \| + 35" \| \| |                    |                   |            |
| |                    |                   |            |
| Kilde: ProCyclingStats |                    |                   |            |
| Samlede stilling |                    |                   |            |
| Rytter | Rytter             | Hold              | Tid        |
| 1. | Michał Kwiatkowski | Team Sky          | 4t 22' 40" |
| 2. | Alejandro Valverde | Movistar Team     | + 14"      |
| 3. | Wilco Kelderman    | Team Sunweb       | + 25"      |
| 4. | Laurens De Plus    | Quick-Step Floors | + 28"      |
| 5. | Jon Izagirre       | Bahrain-Merida    | + 30"      |
| 6. | Fabio Felline      | Trek-Segafredo    | + 30"      |
| 7. | Emanuel Buchmann   | Bora-Hansgrohe    | + 32"      |
| 8. | Tony Gallopin      | AG2R La Mondiale  | + 33"      |
| 9. | Nairo Quintana     | Movistar Team     | + 33"      |
| 10. | Bauke Mollema      | Trek-Segafredo    | + 35"      |

### Pointkonkurrencen
| Pointkonkurrence | Pointkonkurrence   | Pointkonkurrence  | Pointkonkurrence | Pointkonkurrence |
| Rytter           | Rytter             | Hold              | Point            |                  |
| ---------------- | ------------------ | ----------------- | ---------------- | ---------------- |
| 1.               | Michał Kwiatkowski | Team Sky          | 40 point         |                  |
| 2.               | Rohan Dennis       | BMC Racing Team   | 25 point         |                  |
| 3.               | Alejandro Valverde | Movistar Team     | 25 point         |                  |
| 4.               | Wilco Kelderman    | Team Sunweb       | 20 point         |                  |
| 5.               | Laurens De Plus    | Quick-Step Floors | 16 point         |                  |
| 6.               | Victor Campenaerts | Lotto-Soudal      | 16 point         |                  |
| 7.               | Nelson Oliveira    | Movistar Team     | 14 point         |                  |
| 8.               | George Bennett     | LottoNL-Jumbo     | 12 point         |                  |
| 9.               | Dylan van Baarle   | Team Sky          | 12 point         |                  |
| 10.              | Tony Gallopin      | AG2R La Mondiale  | 10 point         |                  |

### Bjergkonkurrencen
| Bjergkonkurrence | Bjergkonkurrence   | Bjergkonkurrence           | Bjergkonkurrence | Bjergkonkurrence |
| Rytter           | Rytter             | Hold                       | Point            |                  |
| ---------------- | ------------------ | -------------------------- | ---------------- | ---------------- |
| 1.               | Luis Ángel Maté    | Cofidis, Solutions Crédits | 11 point         |                  |
| 2.               | Thomas De Gendt    | Lotto-Soudal               | 5 point          |                  |
| 3.               | Pierre Rolland     | EF Education First-Drapac  | 4 point          |                  |
| 4.               | Alejandro Valverde | Movistar Team              | 3 point          |                  |
| 5.               | Michał Kwiatkowski | Team Sky                   | 2 point          |                  |
| 6.               | Laurens De Plus    | Quick-Step Floors          | 1 point          |                  |
| 7.               | Alexis Gougeard    | AG2R La Mondiale           | 1 point          |                  |

### Kombinationskonkurrencen
| Kombinationskonkurrence | Kombinationskonkurrence | Kombinationskonkurrence    | Kombinationskonkurrence | Kombinationskonkurrence |
| Rytter                  | Rytter                  | Hold                       | Point                   |                         |
| ----------------------- | ----------------------- | -------------------------- | ----------------------- | ----------------------- |
| 1.                      | Michał Kwiatkowski      | Team Sky                   | 7 point                 |                         |
| 2.                      | Alejandro Valverde      | Movistar Team              | 9 point                 |                         |
| 3.                      | Laurens De Plus         | Quick-Step Floors          | 15 point                |                         |
| 4.                      | Pierre Rolland          | EF Education First-Drapac  | 153 point               |                         |
| 5.                      | Alexis Gougeard         | AG2R La Mondiale           | 165 point               |                         |
| 6.                      | Luis Ángel Maté         | Cofidis, Solutions Crédits | 195 point               |                         |

### Holdkonkurrencen
| Holdkonkurrence | Holdkonkurrence                          | Holdkonkurrence | Holdkonkurrence |
| Hold            | Hold                                     | Tid             |                 |
| --------------- | ---------------------------------------- | --------------- | --------------- |
| 1.              | Sky                                      | 13t 09' 03"     |                 |
| 2.              | Bora-Hansgrohe                           | + 48"           |                 |
| 3.              | Quick-Step Floors                        | + 50"           |                 |
| 4.              | Trek-Segafredo                           | + 56"           |                 |
| 5.              | Movistar Team                            | + 1' 05"        |                 |
| 6.              | Astana                                   | + 1' 41"        |                 |
| 7.              | EF Education First-Drapac p/b Cannondale | + 1' 45"        |                 |
| 8.              | Mitchelton-Scott                         | + 2' 01"        |                 |
| 9.              | Dimension Data                           | + 2' 18"        |                 |
| 10.             | UAE Team Emirates                        | + 2' 31"        |                 |